# Logically
Logically es una empresa multinacional tecnológica británica que se especializa en analizar y combatir la desinformación,   fue fundada en 2017 por Lyric Jain y tiene su sede en Brighouse, Inglaterra,  con oficinas en Londres, Mysore, Bangalore y Virginia. 

## Historia
Lyric Jain, quien fundó Logically en 2017,  dijo que se sintió inspirado en parte por la tendencia de su abuela a la desinformación antes de morir de cáncer de páncreas.   Un grupo de WhatsApp que difundía desinformación la llevó a reemplazar "su medicación contra el cáncer por tratamientos alternativos no probados".  También fue testigo de la propagación de desinformación en Gran Bretaña en torno al referéndum del Brexit. 
Una subvención del Instituto de Tecnología de Massachusetts ayudó a lanzar la empresa.  En un principio, Logically, operó únicamente desde Gran Bretaña y en 2019 empleaba a 30 residentes británicos.  A principios de 2019, la empresa se expandió a la India y contrató a 40 empleados que realizan la mayor parte de la verificación de hechos.  En su ronda de financiación inicial de 2019, Logically recaudó 7 millones de dólares.  En 2020, recaudó otros 2,77 millones de euros,  incluidos los del Northern Powerhouse Investment Fund y XTX Ventures.  A 2020   Logically tenía 100 empleados. 
En julio de 2020, la Red Internacional de Verificación de Datos certificó a la unidad Logically Facts de la empresa como verificador de datos. La certificación se renovó en septiembre de 2021 y enero de 2023. 
En julio de 2022, Logically recibió 24 millones de dólares en financiación del Fondo Alexa, la unidad de capital de riesgo de Amazon.  En ese momento, Logically tenía 175 empleados en sus sucursales de Estados Unidos, Reino Unido e India. Jain dijo que si bien los principales clientes de la compañía eran los gobiernos estadounidense, británico e indio, las marcas minoristas también recurrían a ella en busca de ayuda para protegerse de los ataques de sus rivales comerciales. 
En junio de 2023, The Daily Telegraph informó que el gobierno del Reino Unido le pagó a Logically más de £1,2 millones para analizar términos de desinformación en línea junto con su asociación con Facebook. Estos temas incluyeron narrativas relacionadas con la pandemia de COVID-19, incluido el sentimiento anticonfinamiento y antivacunas. 
En agosto de 2024, Logically adquirió Insikt AI, una empresa de inteligencia artificial con sede en Barcelona. 

## Operación
Logically afirma que utiliza inteligencia artificial para filtrar inicialmente las afirmaciones, explicando que utilizan "IA para analizar las afirmaciones en una base de datos de hechos previamente verificados y asignar una puntuación de la probabilidad de que la afirmación sea exacta, basándose en afirmaciones anteriores y la credibilidad de su fuente".  Después de este proceso de comparación, los empleados usan su criterio para evaluar si creen que las afirmaciones son verdaderas o falsas.   Jain afirmó en 2022: «Optar por un enfoque basado únicamente en la tecnología tiene claras limitaciones... por lo que también conservamos los matices y la experiencia que los verificadores de datos [humanos] pueden aportar al problema. En nuestra opinión, es esencial que los expertos sean fundamentales en nuestra toma de decisiones». 
En marzo de 2021, Logically lanzó un servicio llamado Logically Intelligence (LI), que tiene como objetivo ayudar a los gobiernos y organizaciones no gubernamentales (ONG) a identificar y contrarrestar la desinformación en línea. El servicio recopila datos de miles de sitios web y plataformas de redes sociales y luego los analiza utilizando un algoritmo para identificar contenido potencialmente peligroso y organizarlo en grupos narrativos.  Jain dijo que la compañía monitorea cómo sus clientes usan la plataforma y que cualquier uso que se desvíe del monitoreo de la desinformación requiere la aprobación del comité de ética de la compañía. 
Desde agosto de 2020 hasta junio de 2022, Logically ofreció una extensión de navegador para ayudar a los usuarios a comprobar la credibilidad de los artículos en línea y verificar las afirmaciones.   

## Investigaciones
Logically ayudó a The Guardian a desmentir las afirmaciones de un pastor inglés de que la tecnología 5G estaba conectada al seguimiento de la vacunación.  Logically es una de las muchas empresas contratadas por TikTok para trabajar en frenar la desinformación que se difunde en la red social.    The New Yorker destacó su seguimiento de la desinformación relacionada con la atención médica y la pandemia de COVID-19. 
En agosto de 2021, los investigadores de Logically identificaron al influencer de QAnon GhostEzra como Robert Smart, un cristiano evangélico de Florida.    GhostEzra se destacó por promover teorías conspirativas antisemitas   y por compartir la película de propaganda neonazi Europa: La última batalla en las comunidades QAnon.  
En enero de 2022, los investigadores de Logically publicaron un informe  en Disclose.tv, un medio de desinformación alemán cuyos seguidores incluyen negacionistas del Holocausto y neonazis.   
En febrero de 2022, la BBC citó la investigación de Logically para rastrear el aumento de cuentas prorrusas que vinculan a Ucrania con la ideología nazi tras la invasión rusa del país en 2022. 
En agosto de 2023, la empresa informó sobre una campaña de desinformación china relacionada con el vertido de agua radiactiva en la central nuclear de Fukushima Daiichi. Según The New York Times, los medios estatales chinos no difundieron información falsa, pero sí omitieron detalles cruciales.   